# لامپکین (کالیفرنیا)
لامپکین (به انگلیسی: Lumpkin) یک منطقهٔ مسکونی در ایالات متحده آمریکا است که در شهرستان بیوت، کالیفرنیا واقع شده‌است. لامپکین ۱٬۰۹۳ متر بالاتر از سطح دریا واقع شده‌است.